# Javier Pérez de Cuéllar
Javier Felipe Ricardo Pérez de Cuéllar de la Guerra (Lima, 19 de enero de 1920-Lima, 4 de marzo de 2020) fue un político, abogado y diplomático peruano. Fue el 5.º secretario general de las Naciones Unidas, entre el 1 de enero de 1982 y el 31 de diciembre de 1991, siendo hasta la fecha el único representante de origen latinoamericano en asumir dichas funciones. En el ámbito político, se desempeñó como presidente del Consejo de Ministros y como ministro de Relaciones Exteriores en el gobierno transitorio de Valentín Paniagua.

## Primeros años
Hijo de José Ricardo Pérez de Cuéllar y Rosa de la Guerra Cevallos, estudió en el Colegio San Agustín de Lima. Una vez concluida la secundaria, ingresó a la Pontificia Universidad Católica del Perú a la carrera de Derecho, en donde consiguió la Licenciatura
Contrajo matrimonio con su primera esposa, la francesa Yvette Roberts, con quien tuvo dos hijos, Francisco (1947, en París) y Águeda Cristina (1955, en Londres). Después de la separación, Pérez de Cuéllar se casó con Marcela Temple Seminario.

## Carrera diplomática

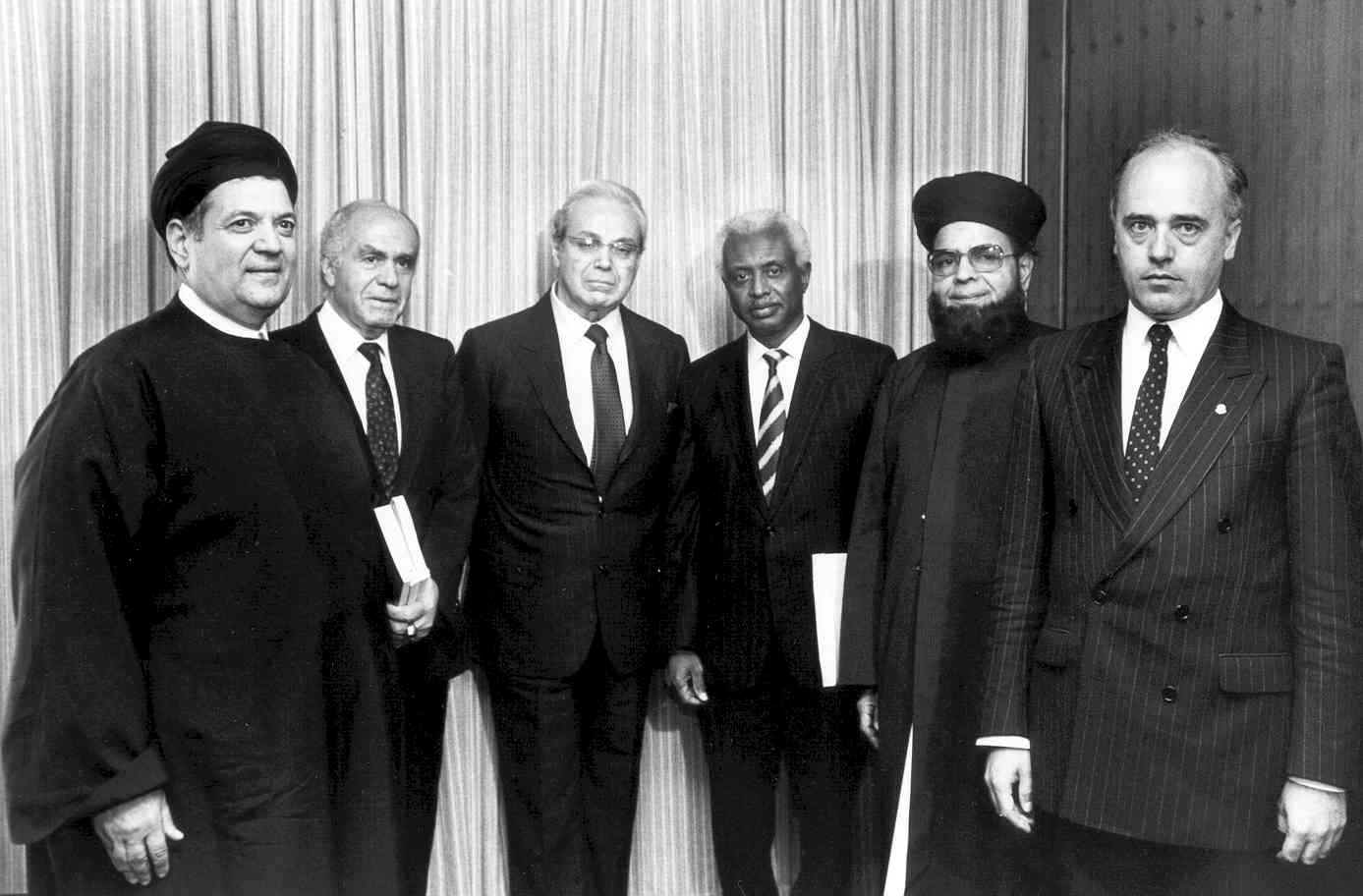
Pérez de Cuéllar después del conflicto entre Irak e Irán

Trabajó en el Ministerio de Relaciones Exteriores peruano desde 1940 (su ingreso fue como amanuense vía el destacado Alfredo Solf y Muro), y también en el cuerpo diplomático en 1944. 
Participó en misiones en las embajadas del Reino Unido, Bolivia y Brasil, regresó en 1961 al ministerio, donde permaneció hasta 1969, excepto dos años en los que fue embajador en Suiza (1964-1966). 
Se desempeñó como secretario general del Ministerio de Relaciones Exteriores y durante el golpe de Estado de 1968 se encargó de la toma de mando de la cúpula militar. 
En 1969, fue nombrado embajador del Perú en la Unión de Repúblicas Socialistas Soviéticas (1969-1971) por primera vez, en el gobierno de Juan Velasco Alvarado, rompiendo el marco estrecho de la diplomacia peruana hasta entonces. Durante este periodo también fue embajador concurrente en Polonia.
Fue representante permanente de Perú ante las Naciones Unidas entre 1971 y 1975.
En marzo de 1978, fue nombrado embajador del Perú en Venezuela, cargo en el que estuvo hasta abril de 1979.
En 1979, fue nombrado subsecretario general de la Organización Naciones Unidas.
En 1981, de regreso en el Perú, el presidente Fernando Belaúnde Terry propuso al senado el nombramiento de Pérez de Cuéllar como embajador en Brasil. Incluso, presentó al embajador con el presidente brasileño João Baptista Figueiredo que se encontraba en Lima en visita oficial. Sin embargo, la Cámara rechazó el nombramiento con votos del partido oficialista Acción Popular. Ante ello, Pérez de Cuéllar solicitó el pase a la situación de retiro en el servicio diplomático en octubre de 1981.
En 2002, asumió el cargo de embajador de Perú en Francia y ante la Unesco. El 22 de julio de 2004, Javier Pérez de Cuéllar presentó la renuncia a este cargo, la cual fue aceptada para regir desde el primero de noviembre de 2004, pero luego retardada hasta el 31 de diciembre de 2004.

## Secretario general de las Naciones Unidas (1982-1991)
En diciembre de 1981, fue elegido secretario general de las Naciones Unidas. Asumió el cargo el 1 de enero de 1982. Se desempeñó como intermediario en la guerra de las Malvinas, aunque no pudo detener el conflicto.
Tras ser reelegido como secretario general en 1986, utilizó hábilmente la diplomacia para lograr el «alto al fuego», que puso fin a la guerra irano-iraquí, siendo mediador del conflicto junto a conversaciones con ambos jefes de Estado.
En 1991, negoció el fin de las hostilidades en la guerra del Golfo Pérsico. Logró la liberación de los rehenes occidentales secuestrados por el grupo islámico Hezbolá en Líbano, y la paz entre el gobierno y la guerrilla salvadoreña.

## Actuación política

### Candidato presidencial
A solicitud de distintos grupos políticos peruanos, accedió a ser candidato a la presidencia de la República de su país en 1995. Con este fin, en 1994, fundó el partido político Unión por el Perú. En las elecciones alcanzó la segunda mayor votación. Pero fue reelegido en primera vuelta el entonces presidente, Alberto Fujimori, al obtener el 64 % de votos válidos (la ley electoral peruana otorga el triunfo en primera vuelta al candidato que obtenga más del 50 % de votos válidos).
Luego de las elecciones, Pérez de Cuéllar se instaló en París.

### Primer ministro y canciller
El 22 de noviembre del año 2000, el presidente transitorio Valentín Paniagua le propuso a Pérez de Cuéllar ser presidente del Consejo de Ministros en el Gobierno que encabezaría hasta 28 de julio de 2001. Esto Paniagua lo anunció en su primer mensaje presidencial desde el Congreso de la República donde se realizaba la toma de mando interina.
Pérez de Cuéllar llegó a Lima el 24 de noviembre del 2000 y formó con Paniagua el nuevo gabinete de ministros, en el cual se acordó que el embajador también asumiría el cargo de ministro de Relaciones Exteriores. 
Juró el 25 de noviembre del 2000 en una ceremonia realizada en Palacio de Gobierno.
Como canciller, se encargó de la reinserción del Perú en la comunidad internacional e impulsó la Carta Democrática en la Cumbre Interamericana de Quebec. De la misma manera, se retomaron las relaciones con la Corte Interamericana de Derechos Humanos.

## Docencia académica
Trabajó también como profesor de derecho Internacional en la Academia Diplomática del Perú y como profesor de Relaciones Internacionales en la Academia de Guerra Aérea del Perú.

## Obras escritas
- Manual de Derecho Diplomático (Manual of Diplomatic Law), 1964, corregida y aumentada posteriormente.
- Peregrinaje por la paz, editado originalmente en inglés (Pilgrimage for peace) en Nueva York.
- Selección de discursos.
- Memorias. Recuerdos personales y políticos, 2012.
- Los Andagoya, 2014, novela.

## Condecoraciones y homenajes
El embajador Javier Pérez de Cuéllar recibió el doctorado honoris causa en las siguientes universidades:
- Pontificia Universidad Católica del Perú
- Universidad de Lima (17 de julio de 2004)
- Universidad de Niza
- Universidad Jagiellonian de Cracovia
- Universidad Charles de Praga
- Universidad de Sofía
- Universidad Nacional Mayor de San Marcos en Lima
- Universidad Libre de Bruselas
- Universidad Carleton de Ottawa, Canadá
- Universidad de París (La Sorbona)
- Universidad de Visva-Bharati en Bengala Occidental, India
- Universidad de Míchigan
- Universidad de Osnabrück, Alemania
- Universidad de Coímbra en Coímbra, Portugal
- Universidad Nacional de Mongolia en Ulán Bator
- Universidad Humboldt de Berlín
- Universidad Estatal de Moscú
- Universidad de Malta en Valleta
- Universidad Leyden en los Países Bajos
- Universidad La Salle en Filadelfia
- Universidad Tufts en Medford, Massachusetts
- Universidad Johns Hopkins en Baltimore, Maryland
- Universidad de Cambridge en el Reino Unido,
- Universidad Tecnológica del Perú
- Universidad de Valladolid en España, entre otras.

A lo largo de su carrera ha sido condecorado por varias decenas de países:
- Gran Cruz de la Orden de Isabel la Católica, España
- Caballero de la Gran Cruz de la Orden de San Miguel y San Jorge, Reino Unido
- Grand Cordon de la Orden Nacional del Cedro, Líbano
- Gran Cruz, clase especial de la Orden del Mérito de la República Federal de Alemania
- Gran Oficial de la Orden al Mérito de la República italiana
- Gran Cruz de la Orden del Mérito de la República de Polonia
- Gran Cruz de la Orden de la Cruz del Sur
- Gran Cruz de la Orden de la Corona de Roble
- Gran Cruz de la Legión de Honor

### Principales premios
- Four Freedom Award, Ámsterdam, Países Bajos, 18 de junio de 1992.
- Premio Athina Onassis man and Mankindo, Atenas, 5 de abril de 1991.
- En octubre de 1987, recibió el Premio Príncipe de Asturias, por promover la cooperación Iberoamericana.[4]
- En enero de 1989, recibió el Premio Olof Palme de Entendimiento Internacional y Seguridad Común, de manos del Fondo Conmemorativo Olof Palme.
- En febrero de 1989, recibió el Premio Jawaharlal Nehru.
- Man for Peace Award, 1988, Conjuntamente con Peace Foundation, 25 de octubre de 1988.
- International Peace Award, 1986, International Association of University Presidents.
- Great World Peace Award, 1984.
- Colibrí de Oro: Premio Adulto Mayor Prima AFP, 2013.

## Últimos años

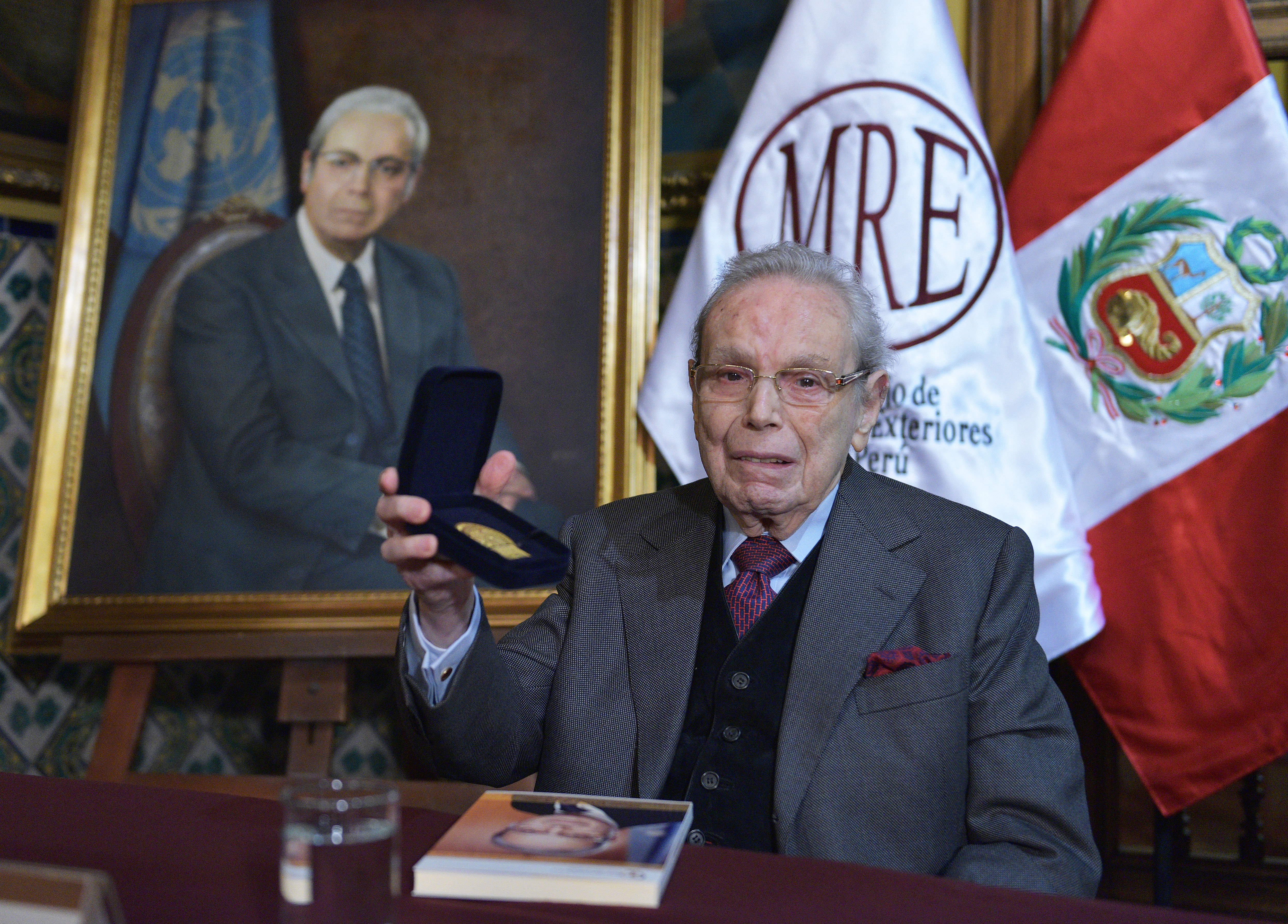
Pérez de Cuéllar en 2015.

- Con motivo de su octogésimo aniversario, recibió en 2000 en la Universidad de Lima un significativo homenaje donde dictó una charla magistral sobre relaciones internacionales. En dicha ocasión, se expusieron todas sus condecoraciones en vitrinas colocadas en una sala especial.
- El 22 de julio de 2005, sufrió un infarto y es tratado en la unidad de cuidados intensivos en un centro hospitalario en París, donde le dieron de alta el 30 de julio del citado año.
- Ostentó el cargo permanente de embajador de Perú en Misión Especial del Estado Peruano.
- El 19 de enero de 2010, durante las celebraciones por su nonagésimo aniversario, las Naciones Unidas, el Programa de las Naciones Unidas para el Desarrollo y el Gobierno de Perú lo honraron con una estampilla, libro de recuerdos de personalidades mundiales, así como una medalla conmemorando la ocasión. Asimismo, la nueva sede de las Naciones Unidas en Lima ha sido denominada Complejo Javier Pérez de Cuéllar.[5] Al acto de inauguración del edificio asistieron ochocientos invitados, presididos por el presidente Alan García, con discursos por parte del canciller de la República y otros altos funcionarios tanto de las Naciones Unidas como del Ministerio de Relaciones Exteriores.
- El 9 de agosto de 2010, en ocasión de una ceremonia habida en el Palacio de Torre Tagle, Javier Pérez de Cuéllar hizo donación a su alma mater de todas las condecoraciones recibidas de decenas de países para que sean exhibidas en el Centro Cultural Inca Garcilaso, dependencia de la cancillería peruana. En dicha ocasión mencionó que «No es un presente. Es una retribución. Estoy devolviendo lo aprendido en tantos años de servicios al Ministerio de Relaciones Exteriores»[6][7][8][9]
- Acerca del numeroso intercambio de opiniones entre políticos y la prensa de Perú y de Chile, sobre una eventual devolución del Monitor Huáscar a Perú, que no forma parte de la agenda bilateral pero surge a raíz de la pregunta de un periodista al ministro de Defensa chileno Jaime Ravinet, en ocasión de su visita a Perú el 16 de agosto de 2009, Javier Pérez de Cuéllar opinó que «como peruano cómo no puedo desear que devuelvan el Huáscar a nuestro país».[10]
- El 6 de septiembre de 2010, Javier Pérez de Cuéllar informó, mediante comunicado público, que personas inescrupulosas tomaron su nombre a fin de pedir ayuda económica en beneficio del tratamiento médico de personas enfermas.[11] Ante esta situación el embajador alertó a la comunidad internacional, desde su sitio web oficial, sobre esta modalidad de estafa.[12]
- El 19 de enero de 2020, Pérez de Cuéllar recibió por parte de las Naciones Unidas las felicitaciones por sus 100 años de vida.[13]

## Fallecimiento
El 4 de marzo del 2020, Javier Pérez de Cuéllar falleció por causas naturales a los 100 años en su domicilio de Lima. La noticia fue comunicada por su hijo Francisco Pérez de Cuéllar. Sus restos fueron velados y homenajeados en el Palacio de Torre Tagle de la Cancillería Peruana, donde estuvo presente el entonces presidente Martín Vizcarra, quien también anunció las condolencias desde su cuenta de X.
Sus restos descansan en el mausoleo de la familia Pérez de Cuéllar, ubicado en el cementerio Presbítero Maestro.